# Sarıyazı, Kemah
Sarıyazı là một xã thuộc huyện Kemah, tỉnh Erzincan, Thổ Nhĩ Kỳ. Dân số thời điểm năm 2010 là 28 người.